# داني إيفرت
داني إيفرت (بالإنجليزية: Danny Everett) هو منافس ألعاب قوى أمريكي، ولد في 1 نوفمبر 1966 في ألستاين في الولايات المتحدة.

## وصلات خارجية
- داني إيفرت على موقع الاتحاد الدولي لألعاب القوى (الإنجليزية)
- داني إيفرت على موقع أوليمبيديا (الإنجليزية)